# 뉴어크 성석

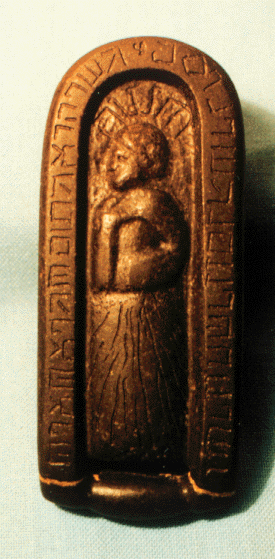
십계명

뉴어크 성석(영어: Newark Holy Stones)은 1860년 오하이오주 뉴어크 근처 고대 인디언 고분 내에서 데이비드 와이릭에 의해 발견됐다고 주장하는 유물의 세트이다. 세트는 키스톤, 돌 그릇, 십계명과 그것의 상자로 구성되어 있다. 그들은 오하이오 코쇽턴 존슨-험릭하우스 박물관에서 볼 수 있다. 개체가 발견된 위치는 뉴어크 토루로, AD 500에서 약 100 BC 사이에 존재했던 호프웰로 알려진 고대 아메리카 인디언 문화에서 가장 큰 수집품 중 하나로 알려져 있다.

## 같이 보기
- 로스 루너스 십계명 돌

## 참고 도서
1. Stephen Williams, Fantastic Archaeology. Univ. of Pennsylvania Press, 1991, pp. 167–75.
2. Charles Whittlesey. Archaeological Frauds: Inscriptions Attributed to the Mound Builders. Three Remarkable Forgeries. Western Reserve Historical Society Historical & Archaeological Tract #9, 1872.
3. 2011 lecture by Brad Lepper